# Islanda ai Giochi della XXXI Olimpiade
L'Islanda ha partecipato ai Giochi della XXXI Olimpiade, che si sono svolti a Rio de Janeiro, Brasile, dal 5 al 21 agosto 2016.

## Atletica
L'Islanda ha qualificato a Rio i seguenti atleti:

## Atletica Leggera

### Donne
Eventi concorsi
| Atleta             | Evento                 | Qualificazioni | Qualificazioni | Finale | Finale    |
| Atleta             | Evento                 | Misura         | Posizione      | Misura | Posizione |
| ------------------ | ---------------------- | -------------- | -------------- | ------ | --------- |
| Ásdís Hjálmsdóttir | Lancio del giavellotto |                |                |        |           |

## Nuoto
| Atleta                  | Evento                    | Batterie | Batterie   | Semifinali      | Semifinali      | Finale          | Finale          |
| Atleta                  | Evento                    | Tempo    | Classifica | Tempo           | Classifica      | Tempo           | Classifica      |
| ----------------------- | ------------------------- | -------- | ---------- | --------------- | --------------- | --------------- | --------------- |
| Anton Sveinn McKee      | 100 m rana                | 1:01"84  | 35ª        | non qualificato | non qualificato | non qualificato | non qualificato |
| Eygló Ósk Gústafsdóttir | 100 metri dorso femminili | 1'00"89  | 16ª        | 1'00"65         | 14ª             | non qualificata | non qualificata |